# بن وولف
بن وولف (انگلیسی: Ben Woolf؛ ۱۵ سپتامبر ۱۹۸۰ – ۲۳ فوریهٔ ۲۰۱۵) بازیگر تلویزیون، و بازیگر سینما اهل ایالات متحده آمریکا بود. وی بین سال‌های ۲۰۰۷ تا ۲۰۱۵ میلادی فعالیت می‌کرد.
از فیلم‌ها یا برنامه‌های تلویزیونی که وی در آن نقش داشته‌است می‌توان به داستان ترسناک آمریکایی: نمایش عجایب اشاره کرد.